# Villa Soldati (Buenos Aires)
Villa Soldati es uno de los barrios oficiales que son parte de la Comuna 8, en la Ciudad Autónoma de Buenos Aires, Argentina. Villa Soldati cuenta con una superficie de aproximadamente 8,6 kilómetros cuadrados, siendo el tercer barrio de mayor superficie de la ciudad, solo por detrás de Palermo y Villa Lugano.

## Ubicación geográfica
El barrio de Villa Soldati se encuentra a 7 kilómetros del Congreso de la Nación.  Gran parte de su extensión está ocupada por espacios verdes: el Parque de la Ciudad, el Parque Indoamericano y el Parque Olímpico de la Juventud.  En el año 2007, mediante la Ley n.º 2 329 sancionada el 10 de mayo, se rectificaron los límites de varios barrios para adecuarlos a la Ley de Comunas por lo que los límites actuales son: Cnel. Esteban Bonorino, carril sureste de la avenida Gral. Francisco Fernández de la Cruz, carril noreste de Varela, avenida Perito Moreno, carril noroeste de Castañares, circunvalación norte de la plaza Calabria, Saraza, carril suroeste de la avenida Escalada, circunvalación noreste del cantero de la intersección con José Pablo Torcuato Batlle y Ordóñez, carril suroeste de la avenida Escalada, circunvalación suroeste del cantero de la intersección con avenida Gral. Francisco Fernández de la Cruz, carril suroeste de la avenida Escalada, circunvalación suroeste del cantero sobre la avenida Coronel Roca, carril suroeste de la avenida Escalada, prolongación virtual de la avenida Escalada, Riachuelo (deslinde Capital-Provincia), prolongación virtual de Cnel. Esteban Bonorino, Cnel. Esteban Bonorino, prolongación virtual de Cnel. Esteban Bonorino, Cnel. Esteban Bonorino.
Limita con los barrios de Villa Riachuelo y Villa Lugano al oeste, Parque Avellaneda y Flores al norte y Nueva Pompeya al este.

## Historia

### Período 1840-1900
En 1840, el caudillo federal de apellido Lucero recibió las tierras que formaron la Quinta del Molino, enclavado entre las actuales avenida Coronel Roca, el Riachuelo, Lafuente y Escalada. Allí, hizo plantar eucaliptos, pinos, perales, membrillos y un molino hidráulico, que le dio el nombre a la quinta. Cuando Lucero murió, el lugar quedó abandonado y fue tanto ocupado por familias de bajos recursos como también usado como lugar depósito de basura. En ese período se lo conocía como el Vaciadero de Soldati. Esto cambió cuando, en noviembre de 1978 se prohíbe tirar basura en dicho predio y en 1979, se inauguró en este predio el Parque Polideportivo Julio Argentino Roca

### Período 1900-1930
Originalmente la zona formaba parte del municipio de San José de Flores, y era conocida como el bañado del "Bajo Flores", ya que se trataba de un territorio inundable bordeado por el Riachuelo y atravesado por el arroyo Cildáñez, donde convivían coipos o "falsas nutrias", bagres, ranas, flores silvestres y varias especies de aves. En 1887 los partido-municipios de Belgrano y San José de Flores fueron anexados a la entonces Capital Federal.
El barrio de Villa Soldati se fundó el 29 de noviembre de 1908, cuando el propietario de esas tierras, don José Francisco Soldati (1864-1913), decidió subdividirlas y venderlas. Soldati, nacido en Suiza, había participado además en la fundación del Nuevo Banco Italiano y en la creación del vecino barrio de Villa Lugano, que hacía referencia a su ciudad natal. El Ferrocarril Compañía General de Buenos Aires (hoy Belgrano Sur) apoyó el proyecto de urbanización construyendo la actual estación Villa Soldati. Además del tren, la principal vía de acceso a los barrios de Soldati y Lugano era la avenida Coronel Roca, cuyo trazado facilitó la vinculación con el centro de la ciudad.
Durante las décadas de 1910 y de 1920 predominó la autoconstrucción de viviendas precarias y de la infraestructura básica del barrio, sobre todo en los alrededores de la estación ferroviaria como sucedió en muchos otros barrios de la ciudad como por ejemplo Retiro. Con la intención de urbanizar rápidamente el poblado, José Soldati remató los terrenos a precios consideráblemente más bajos que los del resto de la ciudad y además otorgó la facilidad del pago en cuotas. Los primeros ocupantes del barrio fueron obreros y empleados del ferrocarril, mientras que la segunda oleada de habitantes estuvo compuesta por inmigrantes españoles, italianos y armenios que vieron la posibilidad de tener una vivienda propia a bajo costo en lugar de continuar pagando alquiler en los conventillos de la zona céntrica.
En 1912, en la calle Lafuente 2931, se instauró la Sociedad de Fomento y Edilicia José Soldati, primera asociación del barrio. Allí mismo, cuatro años después, se fundó la Primera Escuela Primaria. En el mismo predio, en 1927 se erigió la Capilla Cristo Obrero que en  el año 1935 se relocalizó en su solar definitivo de Lafuente 3242, donde se erige actualmente la Parroquia Cristo Obrero y San Blas.
Las inundaciones de los años 1911 y 1913 fueron las peores según el recuerdo de los habitantes del barrio y estigmatizaron al lugar como una zona peligrosa para asentarse. Don José Amor Mariñas, dueño del almacén "Gaucho Gallego", el único de la zona en esos años, era recordado ya que durante las inundaciones salía con un bote y un par de remos, provisto de alimentos que luego repartía entre los vecinos afectados. Ese almacén estaba ubicado en la calle Fructuoso Rivera entre Portela y José Martí. Al drama de las inundaciones debía sumarse la preocupación de los vecinos por los efluentes del arroyo Cildáñez que era la cloaca natural de todos los desechos orgánicos generados en los mataderos del Mercado Nacional de Hacienda.  El arroyo Cildáñez fue entubado definitivamente en 1962.
En 1925, la Sociedad de Fomento y Edilicia José Soldati construyó casas de material destinadas a alquiler; edificó un campo deportivo con vestuarios y quinchos; e instaló lámparas a kerosene en las esquinas más concurridas.

### Período 1930-1970
La instalación del vaciadero municipal en 1915 y el fuerte desarrollo industrial que vivió la zona sur de la Ciudad de Buenos Aires y del conurbano desde la década del 30 promovió la ubicación de galpones de compra-venta de residuos, debido a que mucho del material era reutilizable (papel, cartón, metal, vidrio, trapo, etc.). Dentro del vaciadero operaban diversos clanes de recolectores ("cirujas") dirigidos por un líder ("capanga") que tenía bajo su dominio un territorio delimitado donde solo él y su gente podían revisar y clasificar la basura.
La década de 1930 marcó el inicio de una mayor intervención del Estado sobre la zona. Se consolidaron las calles y se instaló el alumbrado público, desactivándose el último farol a kerosene en 1931. En 1938 se rectificó el curso del Riachuelo, mientras que en los años 1940 se procedió a la canalización del arroyo Cildáñez y se construyó en su desembocadura el Puente De la Ribera. Sin embargo, la acción del Estado también aparejó aspectos negativos para el barrio, ya que en 1936 se habilitó en la zona un vaciadero municipal de residuos. El camino de acceso al vaciadero lo conformaba la actual avenida Lacarra y la entrada al mismo se hallaba a la altura de la avenida Gral. Francisco Fernández de la Cruz, donde un inspector municipal marcaba el peso de cada uno de los camiones que descargaban en el lugar.
En las décadas de 1940 y de 1950 se registra una desaceleración del desarrollo inmobiliario privado que había sido el motor de la primera etapa de urbanización, Otras personas habitaban directamente dentro del vaciadero, construyendo sus ranchos sobre la basura.
En 1954, el club Sacachispas Fútbol Club inauguró su Estadio Beto Larrosa sobre la avenida Lacarra, entre avenida Gral. Francisco Fernández de la Cruz y José Barros Pazos.
En 1958 el entonces gobierno municipal (hoy ya no existe más como tal, sino que es un gobierno de rango provincial) desarrolló el Plan Regulador de Buenos Aires, incluyendo proyectos concretos dentro del ámbito de la ciudad y lineamientos para el área metropolitana y regional. Uno de los proyectos denominado Centro Urbano Integrado Parque Almirante Brown. La operación en cuestión abarcaba unas 350 hectáreas de los barrios de Villa Lugano y Villa Soldati donde se emplazarían conjuntos habitacionales para 200.000 habitantes, dotados con equipamiento cultural, social y comercial. En el marco de este plan, en 1962 se ejecutó el entubamiento del arroyo Cildáñez y para 1970 se hallaban finalizados los dos primeros conjuntos habitacionales conocidos como Barrio Parque Almirante Brown Sector A (Barrio Juan José Castro) y Sector C (Barrio Juan José Nagera).

### Período desde 1970 hasta la Actualidad

#### El Conjunto Urbano Soldati

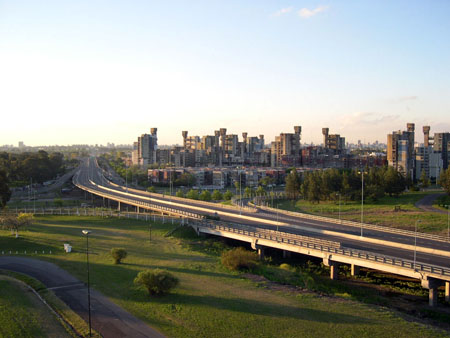
Vista del Conjunto Urbano Soldati y de la Autopista Héctor Campora desde el Parque Olímpico de la Juventud.

En 1971 se licitó el Conjunto urbano Soldati, un proyecto urbano-arquitectónico de vivienda social construido sobre un predio de 19 hectáreas, delimitado por las calles Mariano Acosta, avenida Coronel Roca, avenida Lacarra y Rodrigo de Triana. Dicho predio pertenecía originalmente a la Municipalidad de la Ciudad de Buenos Aires, pero había sido cedido al Gobierno Nacional en el marco del Plan de Erradicación de Villas de Emergencia (PEVE) iniciado en 1967. La construcción de los conjuntos habitacionales del PEVE fue realizado a través de una licitación de diseño y construcción de las viviendas con un precio tope. El ganador del concurso del Conjunto Urbano Soldati fue el Estudio STAFF, en asociación con la Constructora Conjunto Soldati S.A. El diseño general del conjunto corresponde a una época donde el Estado se vuelca a construir vivienda social masiva y donde los arquitectos buscan dar un marco científico a sus proyectos, mezclando conceptos de sociología con sistemas matemáticos, todo ello avalado por el mecanismo del concurso. Según las autoridades públicas y los diseñadores del proyecto, el objetivo del Conjunto Soldati no solo se limitaba a paliar el déficit habitacional, sino que buscaba incluir socialmente a la población de los barrios vulnerables, utilizando la planificación como marco de control y transformación de sus hábitos a las modernas pautas urbanas, aunque manteniendo continuidad e integridad con el resto del barrio. El complejo habitacional finalmente incluyó 3200 viviendas agrupadas en edificios que iban desde los cuatro hasta los quince pisos de altura, con escaleras y puentes peatonales que los vinculaban entre sí, materializando la unión del conjunto y brindando un perfil más cercano al de una moderna metrópoli que al de un barrio suburbano. La construcción se realizó por etapas, entregándose los primeros departamentos en 1974 y los últimos en 1979.
Contrariamente a lo proyectado por las autoridades públicas y sus diseñadores, el Conjunto urbano Soldati solo cumplió parcialmente con sus objetivos de promoción e inclusión social, y definitivamente no contribuyó a mejorar o a reestructurar su área circundante. El bajo nivel económico de sus habitantes provocó un elevado porcentaje de morosidad en el pago de las expensas, lo que sumado a la mala calidad de la edificación, produjo un acelerado deterioro de los edificios y un abandono aún mayor de las áreas semipúblicas. Ejemplos como los Conjuntos Urbanos Soldati, Lugano I y II y Ciudadela, demostraron los problemas de generar concentraciones de vivienda social de alta densidad con proyectos urbanos más utópicos que reales, los cuales no lograron ninguna articulación con su entorno.

#### El Cierre del Vaciadero Municipal
En 1976 asume el gobierno de la ciudad el intendente de facto brigadier Osvaldo Cacciatore durante su periodo en la intendencia se eliminan por completo los históricos objetivos de industrialización e inclusión social y se busca incorporar la participación de capital privado en los proyectos públicos a través del mecanismo de concesión. En este marco, surgió la Ley 21.608 de 1977 prohíbiendo la instalación de nuevas industrias en todo el territorio de la Capital Federal, normativa que fue ampliada un año después con una resolución que fijaba un plazo máximo de cinco años para desactivar todos los emprendimientos industriales que se encontraran funcionando dentro de la ciudad. Dicha normativa produjo el cierre de numerosos edificios productivos que desde aquel entonces se hallan vacantes o que, con el paso del tiempo, fueron reconvertidos como edificios de viviendas o depósitos de mercaderías.
El problema del tratamiento de la basura producida en la Capital Federal y el conurbano bonaerense fue resuelto en 1977 mediante un acuerdo entre la Municipalidad de la Ciudad de Buenos Aires y la Provincia de Buenos Aires, para la constitución de una empresa conjunta denominada Cinturón Ecológico Área Metropolitana Sociedad del Estado (C.E.A.M.S.E.) que se encargaría de la disposición final de los residuos urbanos a través del sistema de rellenos sanitarios ubicados en el Gran Buenos Aires, que tras su cierre serían convertidos en nuevos parques metropolitanos. Así, en 1978, por intermedio de la Ordenanza Municipal número 24.523, se produjo el cierre del vaciadero municipal del Bajo Flores, considerado en ese entonces como el segundo basural más grande del mundo. En su lugar el gobierno municipal proyectó levantar tres grandes espacios verdes de uso semipúblico: el Parque Polideportivo Julio Argentino Roca (actual Parque Olímpico de la Juventud) (1979), el Parque de Diversiones Interama (1982) y el Parque Zoofitogeográfico (no ejecutado).

#### El Parque de la Ciudad, el Parque Julio A. Roca y el Parque Indoamericano

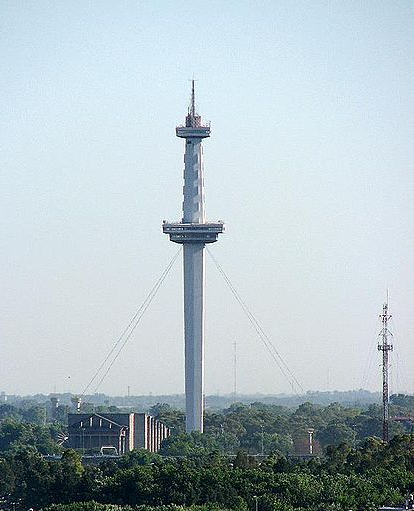
Vista de la Torre Espacial del Parque de la Ciudad.

El Parque de Diversiones y el Parque Zoofitogeográfico formaban parte de un proyecto licitado conjuntamente por la Municipalidad de Buenos Aires en 1977. La empresa adjudicataria de la construcción y explotación del Parque de Diversiones se encargaría también de la construcción de un nuevo Parque Zoológico que reemplazaría al de Palermo. La licitación fue ganada por Parques Interama S.A., empresa que inició la construcción del que sería el Parque de Diversiones más grande de Latinoamérica, pensado para recibir 100.000 visitantes diarios. Sin embargo, en 1980, quebró el banco SIDESA, accionista de la empresa adjudicataria, situación que puso en riesgo la continuidad de la obra. El Parque Interama finalmente abrió sus puertas en septiembre de 1982, con diversos juegos distribuidos en cinco áreas: Latina, Carnaval, Futuro, Fantasía e Internacional. Sin embargo, en 1983, el intendente radical Julio César Saguier canceló la concesión de Parque Interama S.A. luego de conocerse un dictamen del procurador Ricarso Busso, quien consignaba que la empresa no solo no pagaba sus deudas ni terminaba las obras, sino que además había presentado balances falsos. Según la investigación, los integrantes de Interama habían creado paralelamente otra sociedad llamada Intamín A.G. con sede en Suiza. Intamín era la empresa encargada de comprar los juegos mecánicos en el exterior, los cuales luego eran revendidos a Interama a un valor sobrefacturado, el cual era pagado con avales del Banco Ciudad. Las operaciones irregulares alcanzaban los 150 millones de dólares. El Parque de Diversiones fue rebautizado como Parque de la Ciudad y continuó operando a cargo de la Municipalidad de Buenos Aires.
En 1993, diez años después del cese de la concesión, la empresa Parques Interama S.A. inició un juicio contra la Municipalidad para conseguir una indemnización por el valor de los juegos y las obras construidas. Posteriormente, familiares de un operario fallecido en 2001 mientras reparaba uno de los juegos, también iniciaron un juicio contra el Gobierno de la Ciudad, tras lo cual, el Juez de la causa decidió inspeccionar junto a peritos de la Policía Federal todas las instalaciones del parque. Como resultado de la visita, en 2003 la Justicia dispuso clausurar varias de las atracciones más importantes alegando razones técnicas y de seguridad. Si bien las autoridades del parque plantearon la posibilidad de mantaner el complejo abierto solo con los juegos que habían superado el peritaje técnico, el Gobierno de la Ciudad finalmente decidió su cierre preventivo hasta tanto se auditaran y se pusieran en condiciones todas las atracciones.
El Parque Polideportivo Julio Argentino Roca, luego renombrado como Parque Olímpico de la Juventud, fue creado en el año 1978, limitado por las calles avenida Coronel Roca, avenida Escalada, avenida 27 de Febrero y Pergamino, estaba dividido internamente en tres por la actual autopista Presidente Héctor José Cámpora y el arroyo Cildañez.  El sector comprendido entre las calles Pergamino y la autopista Presidente Héctor José Cámpora, de aproximadamente 370.000 metros cuadrados, es desde el 7 de diciembre de 2016 el Centro de Transferencia de Cargas (CTC), allí funcionan 60 empresas de transporte de cargas.  En el sector central, comprendido entre la autopista Presidente Héctor José Cámpora y el arroyo Cildañez, funciona el Centreo de Testeo y Vacunación Parque Roca.  El sector comprendido entre el arroyo Cildañez y la avenida Escalada tiene dentro al Lago Lugano y el Estadio Mary Terán de Weiss

#### La Autopista Héctor Cámpora (AU-7), el Premetro y el Metrobús Sur

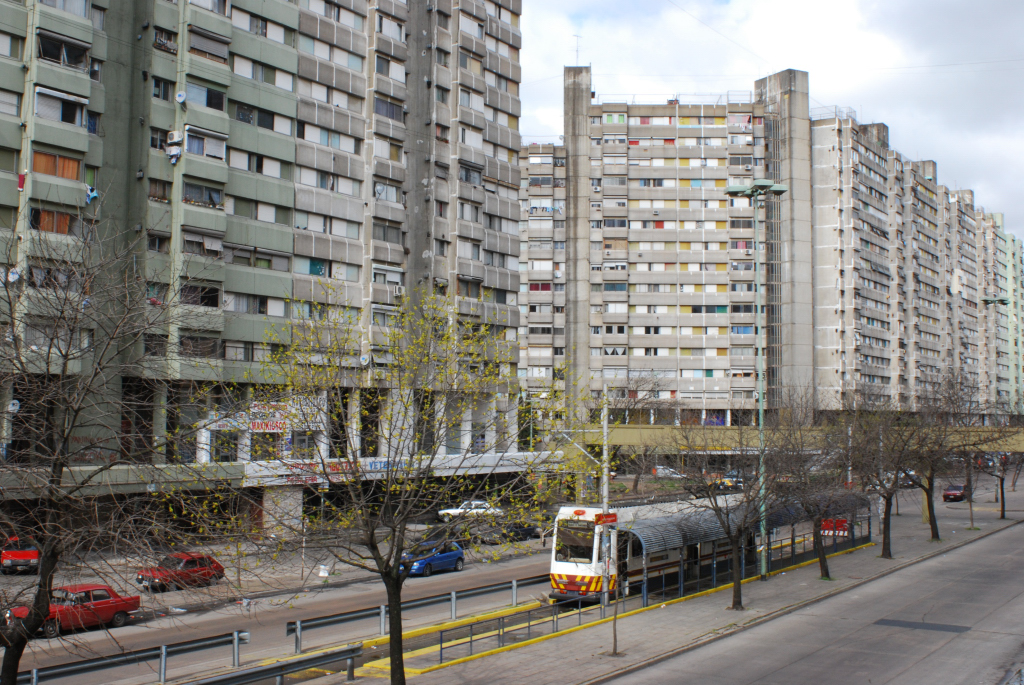
El premetro, atravesando el Conjunto Habitacional Lugano I y II (Hoy Gral. Savio)

El rápido crecimiento del parque automotor desde mediados del siglo XX, sumado a la falta de vías rápidas dentro de la ciudad de Buenos Aires, hicieron que la Municipalidad y el Gobierno Nacional elaboraran a mediados de los años 1970 el Plan de Autopistas Urbanas, basado en algunos proyectos anteriores. Dentro de este plan, el barrio de Villa Soldati sería atravesado por la Autopista 7, llamada Occidental (hoy Autopista Héctor Cámpora), una vía rápida que uniría el Riachuelo con el nordeste de la ciudad pasando por los barrios de Soldati, Flores, Villa General Mitre, Villa del Parque, Agronomía y Villa Pueyrredón, enlazándose allí con la Avenida General Paz. En junio de 1977 se licitó la construcción de las autopistas AU1-25 de Mayo y la AU6-Perito Moreno, las cuales fueron adjudicadas en 1978 a un consorcio de empresas españolas y argentinas denominado AUSA (Autopistas Urbanas S.A.) que a cambio de la construcción y el mantenimiento de la obra obtenía el derecho de explotación de la misma por un período de 28 años. La construcción de estas dos autopistas se inició en noviembre de 1978, incluyendo en el contrato de concesión la ejecución de un túnel por debajo de la Autopista 25 de Mayo para prolongar la traza de la línea E de subterráneos hasta el Bajo Flores. Estas dos primeras autopistas fueron inauguradas en 1980 y ese mismo año se inició la construcción de la AU7-Occidental en el barrio de Villa Soldati, sin embargo la obra se suspendió en 1982 y permaneció abandonada durante casi dos décadas.
La devaluación de la moneda argentina producida a inicios de la década de 1980 y un rendimiento económico menor al esperado provocaron que la empresa no pudiese cumplir con sus deudas y con obligaciones contractuales de la concesión, como la ejecución de obras pendientes y tareas de mentenimiento general. Ante esta situación, la Municipalidad de Buenos Aires compró el paquete accionario de AUSA en 1985, asumiendo la construcción de las obras pendientes, mientras que la explotación y el mantenimiento de las autopistas continuaría en manos del consorcio ejecutor hasta tanto este recuperara un determinado monto de la inversión inicial. De las obras destinadas a la extensión de la línea E, para mediados de los años 1980 se habían llegado a ejecutar 3 kilómetros de túnel con tres nuevas estaciones (Emilio Mitre, Medalla Milagrosa y Varela), las cuales fueron inauguradas en 1985. En 1986 se sumó a su recorrido la estación terminal Plaza de los Virreyes - Eva Perón y un año después se inauguró el servicio de tranvía o "metro ligero" denominado oficialmente Premetro. Según estaba previsto, se construirían dos ramales con cabecera en Plaza de los Virreyes: El Premetro E1 bordearía la Autopista Dellepiane hasta el Complejo Habitacional Comandante Piedrabuena, mientras que el Premetro E2, atravesaría el Conjunto Urbano Soldati, el Parque de la Ciudad y el Conjunto Urbano Lugano I y II hasta el Puente La Noria. Finalmente solo se construyó parte de la traza del Premetro E2, desde Plaza de los Virreyes, con dos ramales que finalizan en el Conjunto Urbano Lugano.
Con respecto a la Autopista 7, su construcción fue retomada parcialmente por el Gobierno de la Ciudad en 1998, inaugurándose el tramo desde la Autopista Dellepiane hasta la avenida Coronel Roca en junio de 2000 y el siguiente tramo hasta el Riachuelo se completó en octubre de 2002.  El 15 de marzo de 2017 se inauguró la Terminal Dellepiane, ubicada en la intersección de la Autopista 7 y Autopista Dellepiane.

### Años recientes
En 2006, Jorge Telerman lanzó el proyecto del Polo Farmacéutico, en parte del predio del Parque Indoamericano, en donde se instalarían once laboratorios, En 2007, la Asociación Madres de Plaza de Mayo fue ganadora de un concurso de proyectos para la construcción de un barrio de vivienda social que reemplazaría al asentamiento de Los Piletones. siendo un proyecto piloto del Ministerio de Derechos Humanos y Sociales porteño para la construcción de 70 casas en la Villa 15, Ciudad Oculta.  En 2014 año la inversión para la instalación laboratorios en el Polo Farmacéutico en los alrededores del parque alcanzó los 140 millones de pesos.
Dentro del barrio en esos años se encontraba la villa Los Piletones, en 2014 vecinos del barrio habrían denunciado que las prestaciones de gas continuaban siendo prácticamente inexistentes en la zona, mientras que la única manzana que contaba con instalación de gas natural sería la del Comedor de Barrientos. En 2015 el complejo habitacional, con un total de 3200 departamentos, se encontraba en grave estado de deterioro.
En la comuna 8 (Villa Lugano, Villa Riachuelo, Villa Soldati) uno de cada tres habitantes residía en una villa o asentamientos. Un informe elaborado por el diario La Nación daba cuenta que revelaban que se habían duplicado las villas de emergencia en la Ciudad de Buenos Aires.
En la década del 2000, además, no se erradicó ninguna villa, sólo se desarmó la denominada "Cartón", un asentamiento creado por el propio Estado porteño, detrás del Parque Polideportivo Julio Argentino Roca. De 176 homicidios ocurridos en 2013 en la Ciudad, casi el 75 por ciento de los homicidios corresponde a la región del sur: Flores, 27; Barracas, 22; Villa Lugano, 19, y Villa Soldati, 13.
En la década del 2010 no se erradicó ninguna villa en toda la Ciudad de Buenos Aires tal como se había intentado durante la dictadura con el Plan de Erradicación de Villas de Emergencia, sino que se apuntó a la urbanización y la entrega de escrituras.
El 28 de febrero de 2014 se estableció mediante la ley N° 2884 que el día 29 de noviembre sea el día del Barrio de Villa Soldati.

## Salud, educación y deportes
El Hospital General de Agudos «Dra. Cecilia Grierson» está ubicado dentro de los terrenos del Parque de la Ciudad.  Otros establecimientos de salud de este barrio son el Sanatorio Santa Bárbara (Clínica Universitaria UAI), CeSAC N° 24, CeSAC N° 6 y Centro Medicinal Barrial N° 39.
El barrio cuenta con 21 jardines de infantes, 17 establecimientos de nivel primario y 7 de nivel secundario.
A nivel deportivo, en Lafuente 2931 está ubicado el club José Soldati, en Int. Francisco Rabanal 2821 el Club Social Cultural y Deportivo Juventud Unida, en avenida Gral. Francisco Fernández de la Cruz 2675 el Rotary Club, y el club Sacachispas Fútbol Club ejerce localía en el Estadio Roberto Larrosa ubicado en avenida Lacarra y Barros Pazos.  Cabe destacar que dentro del Parque Olímpico de la Juventud (antes Parque Polideportivo Julio Argentino Roca) se encuentra el estadio de tenis más grande de Sudamérica, el Estadio Mary Terán de Weiss.  Otros establecimientos deportivos son: Estadio Guillermo Laza, Club Daom (Anexo), YMCA Sede Parque, Predio Polideportivo Almirante Brown, CEFFA Argentinos Juniors, Asociación Argentina de Árbitros, Campo Deportivo del Club Italiano, Club Deportivo Delfo Cabrera CSPFA, Liga AABF y Campo de Deportes Colegio Marianista.

## Transporte público
Las líneas de colectivos que comunican a Villa Soldati con el resto de la ciudad son: 23 46 50 76 91 101 115 143 150
Además cuenta con dos estaciones de tren de la Línea Belgrano Sur: Estación Villa Soldati y Estación Presidente Illia, y el Premetro (subte de Buenos Aires)

### Villa Olímpica

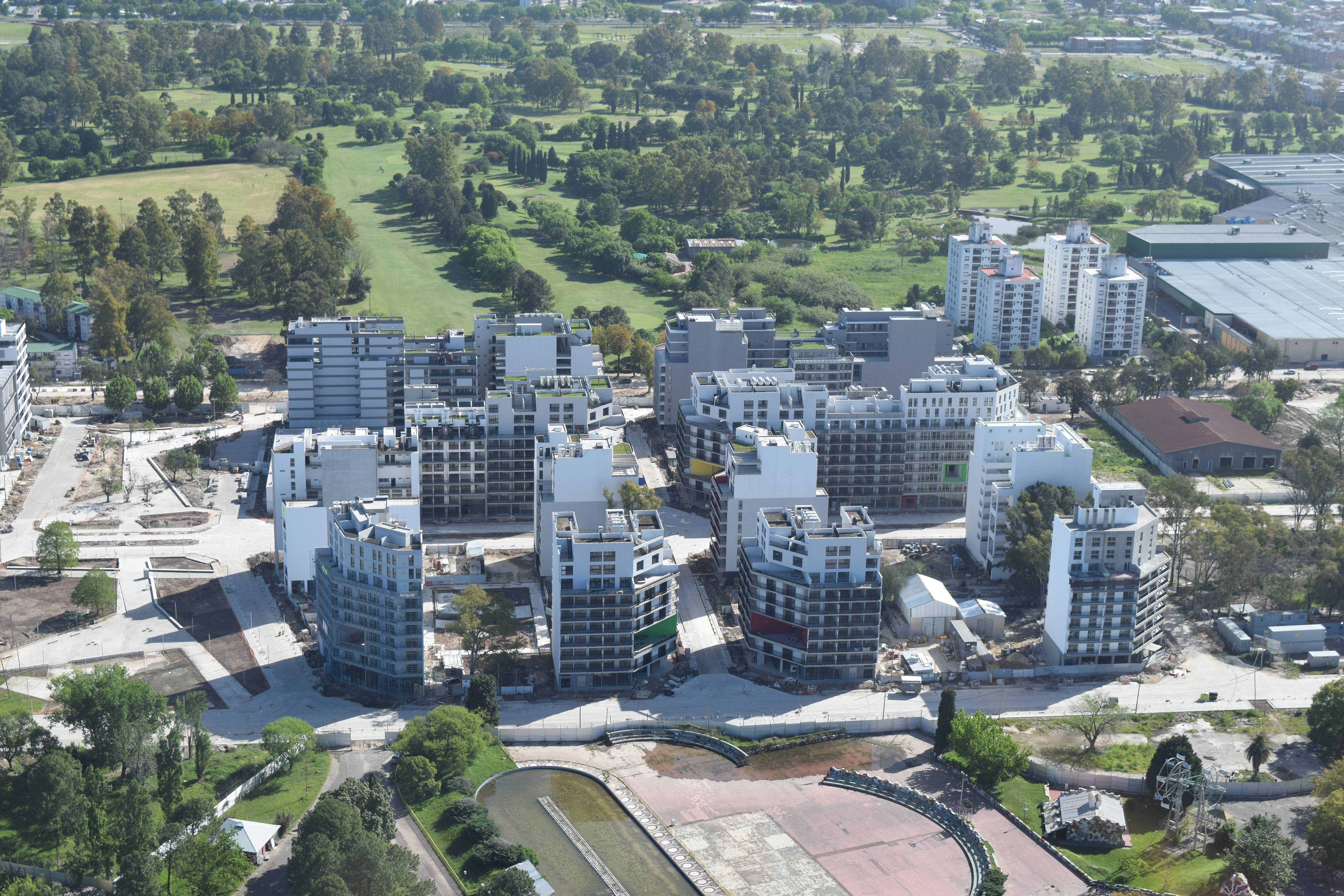
Vista de la Villa Olímpica.

La Villa Olímpica es un conjunto de 31 edificios que está ubicada dentro de lo que fue parte del Parque de la Ciudad, y debe su nombre a que se construyó para albergar a casi 7000 atletas durante los Juegos Olímpicos de la Juventud de Buenos Aires 2018, finalizados los juegos olímpicos los departamentos fueron remodelados para transformarlos en viviendas que fueron vendidas mediante el Plan Procrear.

## Personajes destacados nacidos en Soldati
Mariano Martínez (actor)
Nancy Pazos
Daniel Angelici
Adrian Barilari
Vorax (banda)
Hugo Bistolfi
Raúl "Rulo" Fernández
Antonio"Turco" Mohamed